# Giennadij Korban
Giennadij Władimirowicz Korban (ros. Геннадий Владимирович Корбан; ur. 1 lutego 1949 w mieście Engels) – radziecki zapaśnik startujący w stylu klasycznym. Złoty medalista olimpijski z Moskwy 1980 w kategorii 82 kg.
Wyemigrował do Niemiec po rozpadzie ZSRR.
Mistrz świata w 1979 i 1981. Mistrz Europy w 1980 i 1981. Mistrz uniwersjady w 1973. Drugi w Pucharze Świata w 1980 roku.
Mistrz ZSRR w 1979, 1980 i 1983; drugi w 1982; trzeci w 1977 i 1981 roku.